# アレクサンドル・ブローク

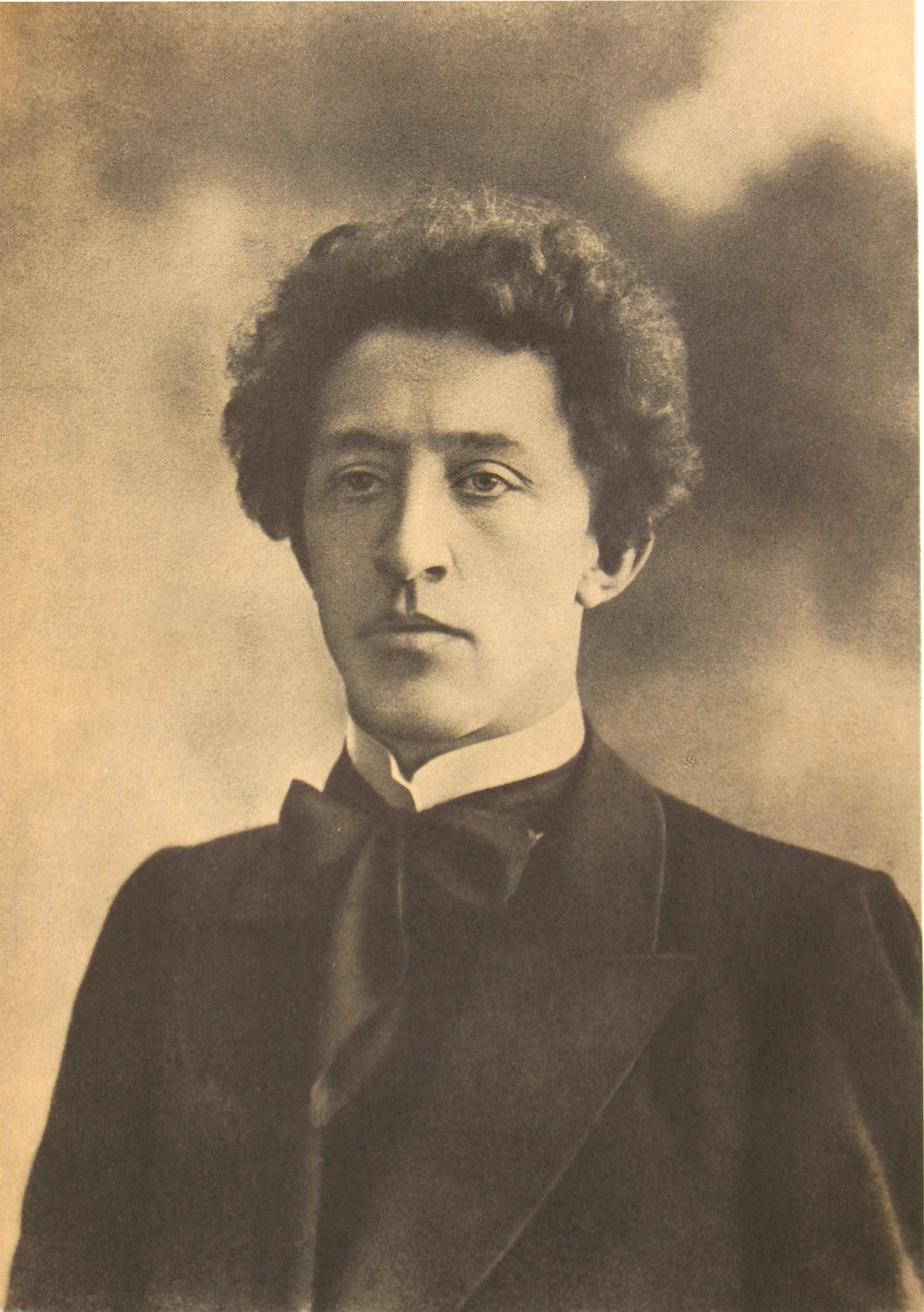
アレクサンドル・ブローク（1907年）

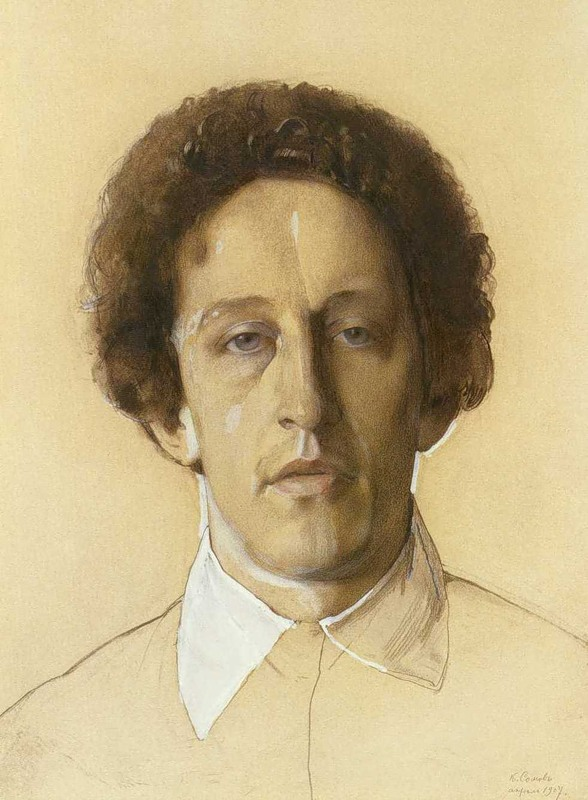
ソモフによるブロークの肖像画（1907年）

アレクサンドル・アレクサンドロヴィチ・ブローク（Алекса́ндр Алекса́ндрович Блок, 1880年11月28日（ユリウス暦11月16日） - 1921年8月7日）は、ロシアの詩人。
ロシア・シンボリズムを代表する作家。

## 略歴
サンクトペテルブルク出身。ワルシャワで法学を教える父をはじめ、親戚にはインテリが多い。学生時代にはウラジーミル・ソロヴィヨフの思想やフョードル・チュッチェフ、アファナーシー・フェートの詩に親しんだ。
1903年、高名な化学者であるドミトリ・メンデレーエフの娘と結婚する。妻となった女性にブロークは処女詩集「うるわしの淑女」を捧げたが、彼女は後にブロークの親友である小説家アンドレイ・ベールイと浮気していたことがわかっている。
当初はロシア革命を好意的に迎えたが間もなく幻滅し、その後死に至るまでの3年間はまったく詩を書くことができなかった。その事情についてブロークは、マキシム・ゴーリキーに「人間の知恵への信頼」が失われた、と述べ、知人コルネイ・チュコフスキーには「全ての音が止まってしまった。君にももう聞こえないだろう?」と語っている。
革命直後の食糧難もあってブロークは間もなく壊血病などに罹って健康を害し、1921年になって医師が治療のためにブロークの出国許可を政府に申請したが、許可は下りなかった。見かねたゴーリキーは5月29日にアナトリー・ルナチャルスキーへ「ブロークはロシア一の詩人である。彼が出国できないまま死んだら、あなたたちが殺したも同然だ」と書簡を送ったが、出国許可が下りたのはブロークが死去した3日後だった。死因は心内膜炎だった。
ブロークはレニングラード（現・サンクトペテルブルク）のスモレンスク墓地に埋葬されたが、1944年に同地のヴォルコヴォ墓地のЛитераторские мостки（文学の架け橋）に改葬されている。

## 主な作品
革命期のペテルブルクをめぐる12人の赤軍兵士を十二使徒に見立て、聖と俗を独特の韻律でつないだ長編詩「十二」が特に有名。ラストに登場する人物はイエス・キリストともとれると物議をかもした。

## 日本語文献
- 『ア・ブロオク 詩 十二』　中山省三郎訳、柏書店、1946年
- 『ブローク詩集』 小平武訳、彌生書房、1979年
- 『「十二」の詩人　アレクサンドル・ブローク』

鈴木積訳、ティプロ出版、2003年
- 『薔薇と十字架』 小平武・鷲巣繁男訳、林檎屋、1979年

のち平凡社ライブラリー、1995年 - 詩劇
研究
- 奈倉有里『アレクサンドル・ブローク　詩学と生涯』未知谷、2021年